# 生命の光
『生命の光』（せいめいのひかり、英語: The Light of Life）は、1895年にスリー・クワイアーズ音楽祭の委嘱でエドワード・エルガーが『オラフ王のサガの情景』や『バイエルンの高地から』と同時並行して作曲したオラトリオ。当初は『キリストの光』にするつもりだったが、ローマ・カトリック的であるため変更された。

## 作曲の経緯
イングランド国教会のエドワード・ケーペル＝キュアが『ヨハネによる福音書』第9章の「目の見えなかった男が癒された物語」「マギの物語」「バルナバの物語」の3つの候補を提示し、最終的に作曲者が同意した「目の見えなかった男が癒された物語」が採用された。その後1895年夏に作曲が開始され、1896年6月20日に完成された。初演は同年9月8日に作曲者の指揮で行われた。演奏時間は出版社の助言で1時間以内に収まるようにしたという。作中の動機は後年作曲された『使徒たち』でも使用されている。
日本初演は2010年10月30日東京芸術劇場（同劇場シリーズの第106回演奏会）において、大友直人指揮東京交響楽団、東響コーラス他で行われた。

## 編成
フルート2（第1奏者はピッコロ持ち替え）、オーボエ2、クラリネット2、ファゴット2、コントラファゴット、ホルン4、トランペット2、トロンボーン3、バスチューバ、ハープ、オルガン、弦五部、独唱、合唱

## 配役
- 目の見えない男の母親（ソプラノ）
- 語り手（コントラルト）
- 目の見えない男（テノール）
- イエス（バリトン）

## 構成
- 瞑想
- 合唱と独唱
- レチタティーヴォと合唱
- 独唱
- 独唱
- 合唱
- レチタティーヴォ
- 合唱
- 独唱と合唱
- 独唱
- レチタティーヴォと合唱
- 独唱
- レチタティーヴォ
- 独唱と女たちの合唱
- レチタティーヴォ
- 合唱